# Stolzia christopheri
Stolzia christopheri är en orkidéart som beskrevs av Phillip James Cribb. Stolzia christopheri ingår i släktet Stolzia och familjen orkidéer. Inga underarter finns listade i Catalogue of Life.